# Свети Димитър (Кожушани)
Вижте пояснителната страница за други значения на Свети Димитър.
„Свети Великомъченик Димитър“ (на гръцки: Άγιος Δημήτριος) е възрожденска православна църква в мъгленското село Кожушани (Филотия), Гърция, част от Воденската, Пелска и Мъгленска епархия.
Църквата е гробищен храм, разположен в северната част на селото. В архитектурно отношение храмът е трикорабна базилика с женска църква, притвор, трем и камбанария. От този храм в новата енорийска църква на селото са запазени 11 икони от XIX век. Пет от тях са от 1887 година и са подписани от Божин Стаменитов Ениджевардарец (χειρ Μποζύνου Σ. Γενιτζιότου).
Църквата „Свети Димитър“ е обявена за исторически паметник на 16 май 1996 година.